# تيمور أيوبوف
تيمور أيوبوف (بالروسية: Аюпов, Тимур Ансарович)‏ (26 يوليو 1993 بموسكو في روسيا - ) هو لاعب كرة قدم روسي في مركز الوسط. لعب مع روبين كازان ونادي نيجني نوفغورود وFC Rubin-2 Kazan ‏.

## روابط خارجية
- تيمور أيوبوف على موقع قاعدة بيانات كرة القدم.إي يو (الإنجليزية)
- تيمور أيوبوف على موقع Soccerway.com (الإنجليزية)
- تيمور أيوبوف على موقع عالم كرة القدم.نت (الإنجليزية)